# Voetbalkampioenschap van Sleeswijk-Holstein 1925/26
In 1925/26 werd het vierde voetbalkampioenschap van Sleeswijk-Holstein gespeeld, dat georganiseerd werd door de Noord-Duitse voetbalbond. 
Kilia Kiel werd kampioen van Eider en Holstein Kiel van Förde. Beide clubs plaatsten zich voor de Noord-Duitse eindronde. Kilia verloor in de voorronde van Hamburger SV, terwijl Holstein Lübecker BV Phönix uitschakelde en zich voor de groepsfase plaatste. De club werd Noord-Duits kampioen en plaatste zich nu voor eindronde om de Duitse landstitel. De club versloeg Stettiner SC en Norden-Nordwest Berlin en verloor dan in de halve finale van SpVgg Fürth.

## Bezirksliga

### Groep Eider
| Plaats | Club                         | Wed. | W | G | V | Saldo | Ptn  |
| ------ | ---------------------------- | ---- | - | - | - | ----- | ---- |
| 1.     | FVgg 02 Kilia Kiel           | 10   | 9 | 0 | 1 | 54:15 | 18:2 |
| 2.     | VfB Union-Teutonia 1908 Kiel | 10   | 7 | 0 | 3 | 46:25 | 14:6 |
| 3.     | VfR Neumünster               | 10   | 5 | 2 | 3 | 24:21 | 12:8 |
| 4.     | FSV Borussia 03 Gaarden      | 10   | 2 | 2 | 6 | 15:38 | 6:14 |
| 5.     | RSV Eintracht Kiel           | 10   | 1 | 3 | 6 | 28:50 | 5:15 |
| 6.     | SV Preußen 09 Itzehoe        | 10   | 1 | 3 | 6 | 21:39 | 5:15 |

|  | Geplaatst voor finale en Noord-Duitse eindronde |

### Groep Förde
| Plaats | Club                         | Wed. | W  | G | V | Saldo | Ptn  |
| ------ | ---------------------------- | ---- | -- | - | - | ----- | ---- |
| 1.     | KSV Holstein Kiel            | 10   | 10 | 0 | 0 | 67:13 | 20:0 |
| 2.     | SpV Hohenzollern-Hertha Kiel | 10   | 7  | 1 | 2 | 50:29 | 15:5 |
| 3.     | SC Olympia 1909 Neumünster   | 10   | 4  | 1 | 5 | 28:31 | 9:11 |
| 4.     | VfL Nordmark 1921 Flensburg  | 10   | 3  | 2 | 5 | 23:43 | 8:12 |
| 5.     | VfL 1923 Kiel                | 10   | 3  | 1 | 6 | 22:43 | 7:13 |
| 6.     | BV Gaarden 1923              | 10   | 0  | 1 | 9 | 13:44 | 1:19 |

### Finale
|              |                   |       |                    |      |
| 14 juni 1914 | KSV Holstein Kiel | 5 - 1 | FVgg 02 Kilia Kiel | Kiel |
| 14 juni 1914 |                   |       |                    | Kiel |